# Grandfield
Grandfield és una ciutat dels Estats Units a l'estat d'Oklahoma. Segons el cens del 2000 tenia 1.110 habitants.

## Demografia
Segons el cens del 2000, Grandfield tenia 1.110 habitants, 434 habitatges, i 295 famílies. La densitat de població era de 535,7 habitants per km².
Dels 434 habitatges en un 31,6% hi vivien nens de menys de 18 anys, en un 53% hi vivien parelles casades, en un 10,8% dones solteres, i en un 32% no eren unitats familiars. En el 30,2% dels habitatges hi vivien persones soles el 16,4% de les quals corresponia a persones de 65 anys o més que vivien soles. El nombre mitjà de persones vivint en cada habitatge era de 2,49 i el nombre mitjà de persones que vivien en cada família era de 3,1.
Per edats la població es repartia de la següent manera: un 25,9% tenia menys de 18 anys, un 7,7% entre 18 i 24, un 24,1% entre 25 i 44, un 22,8% de 45 a 60 i un 19,5% 65 anys o més.
L'edat mediana era de 38 anys. Per cada 100 dones de 18 o més anys hi havia 89 homes.
La renda mediana per habitatge era de 21.500 $ i la renda mediana per família de 27.222 $. Els homes tenien una renda mediana de 23.281 $ mentre que les dones 16.250 $. La renda per capita de la població era de 13.823 $. Entorn del 20,7% de les famílies i el 26,7% de la població estaven per davall del llindar de pobresa.

## Poblacions més properes
El següent diagrama mostra les poblacions més properes.